# 第一佩雷赫雷斯托韋
47°26′36″N 29°46′23″E / 47.44333°N 29.77306°E
第一佩雷赫雷斯托韋（烏克蘭語：Перехрестове Перше）是位於烏克蘭西南部的村莊，由敖德萨州羅茲季利納區的扎季什希亞市鎮負責管轄。該村始建於1876年，面積0.44平方公里，海拔高度197米，2001年人口490，人口密度每平方公里2,352.27人。